# Enarthronota
Enarthronota (лат.) — инфраотряд панцирных клещей из надотряда акариформные. Около 600 видов. Встречаются повсеместно.

## Описание
Мелкие клещи (100—1000 мкм), в основном с желтой, оранжевой или красной пигментацией. Спинной щит нотогастер разделен поперечными бороздками на щитки, которые по-разному регрессируют, гипертрофируются или срастаются различными способами, а сочленения между щитками функционально изменены. Большинство семейств с 16 парами нотогастральных волосков, хотя некоторые из них могут быть редуцированными. Ноги 5-члениковые, экзоботридиальных шетинок одна или две пары. Щелевидные органы и жировые железы отсутствуют.

### Биология
Обычными объектами питания являются грибы и мелкие органические фрагменты, но также сообщается о некрофагии. Большинство семейств партеногенетичны, половая жизнь известна только у большинства представителей Mesoplophoridae и Protoplophoroidea, а также у Nanohystricidae.

## Систематика
По современной классификации имеют статус инфраотряда или когорты, или подотряда.
Enarthronota включает 5 (или 6) надсемейств (около 600 видов) и было выделено в 1969 году французским акарологом и палеонтологом Франсуа Гранжаном (François Alfred Grandjean; 1882—1975).
- Инфраотряд Enarthronota[1][2] (или надкогорта Enarthronotides, = Arthronota, =Arthronotina[3], или надкогорта Arthronota = когорты Euarthronota + Arthroptyctima[7])
  - Надсемейство: Atopochthonioidea
    - Atopochthoniidae (1 род, 2 вида)
    - Phyllochthoniidae (1 род, 3 вида) (или в Atopochthoniidae)[4]
    - Pterochthoniidae (1 род, 1 вид) (или в Atopochthoniidae)[4]

  - Надсемейство: Brachychthonioidea
    - Brachychthoniidae

  - Надсемейство: Cosmochthonioidea
    - Cosmochthoniidae
    - Haplochthoniidae
    -  ?Heterochthoniidae (или Heterochthonioidea)
    - Pediculochelidae
    - Sphaerochthoniidae

  - Надсемейство: Heterochthonioidea
    -  ?Arborichthoniidae (1 род, 1 вид) (или Hypochthonioidea, или Parhypochthonioidea в инфраотряде Parhyposomata)[4]
    - Heterochthoniidae
    - Nanohystricidae (1 род, 1 вид)[8]
    - Trichthoniidae

  - Надсемейство: Hypochthonioidea
    - Eniochthoniidae
    - Hypochthoniidae
    -  ?Arborichthoniidae (1 род, 1 вид) (или Heterochthonioidea, или Parhypochthonioidea в инфраотряде Parhyposomata)[4]
    -  ?Lohmanniidae (или Lohmannioidea в инфраотряде Mixonomata)
    -  ?Mesoplophoridae (или Mesoplophoroidea в Mixonomata)

  - Надсемейство: Protoplophoroidea
    - Protoplophoridae

  - incertae sedis
    - †Devonacaridae (1 род, 1 вид)
    - †Protochthoniidae (1 род, 1 вид)